# 条痕

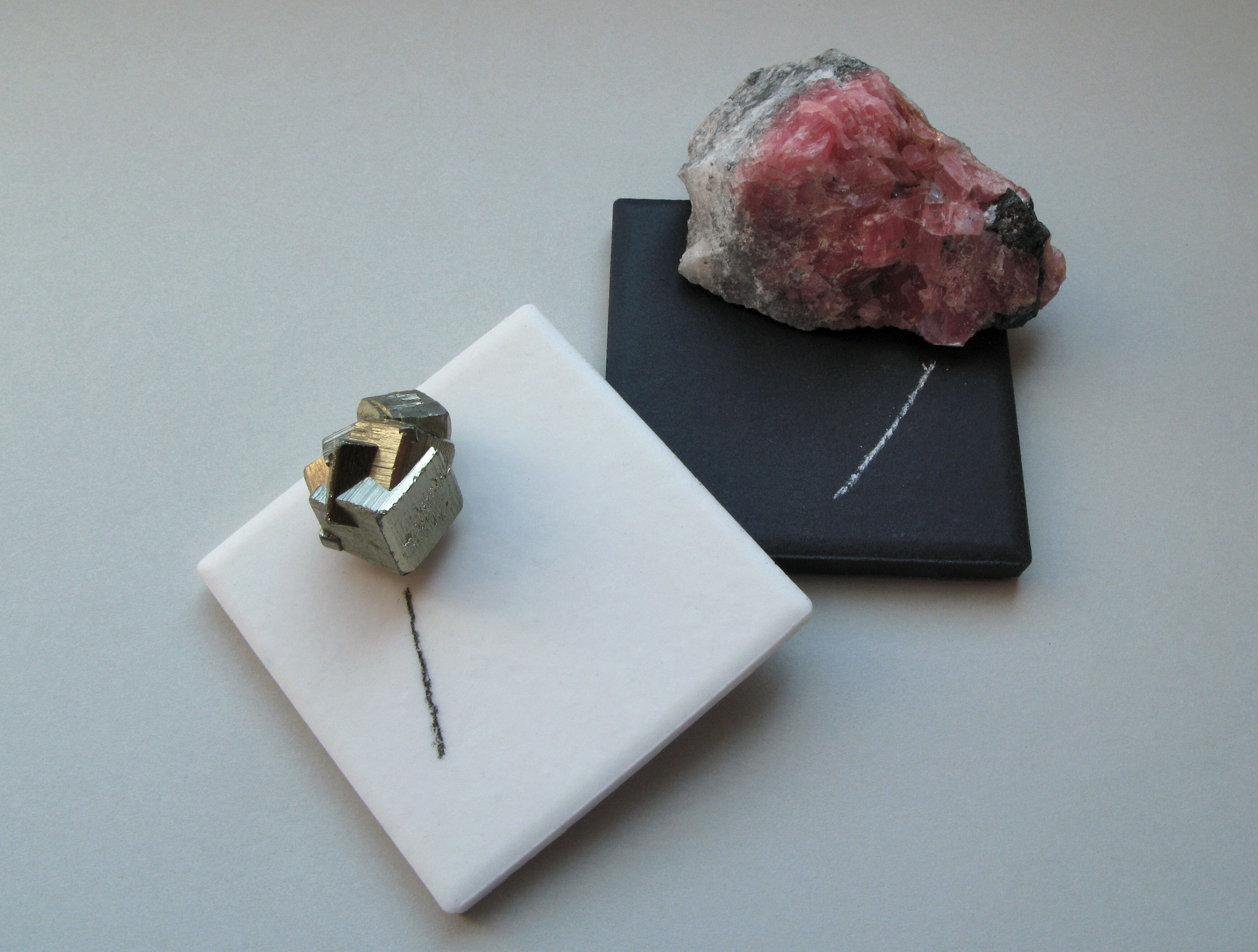
黄鉄鉱と菱マンガン鉱の条痕色

条痕（じょうこん、streak）は、鉱物を粉末にしたときの色である。
鉱物は、結晶のときと粉末にしたときとで色が異なるときがある。これは、結晶のときは光沢などの影響で鉱物元々の色と異なることがあるためである。例えば、黄鉄鉱の条痕は黒灰色である。
条痕の色は、条痕板に鉱物をこすりつけることで確認できる。なお、大半の鉱物の条痕は白色である。条痕は鉱物の鑑定でも利用される。